# ديفيد بريلي
ديفيد بريلي هو سياسي أمريكي، ولد في 8 يناير 1964 في ناشفيل في الولايات المتحدة. نشط حزبياً في الحزب الديمقراطي. وقد انتخب Mayor of Nashville ‏ وانتخب عمدة ناشفيل (6 مارس 2018 – ).

## وصلات خارجية
- الموقع الرسمي